# Antef VII
Antef VII (ook bekend onder de naam Inyotef) was een Egyptische farao (koning) uit de Thebaanse 17e dynastie.
Hij was de laatste koning van deze dynastie die vasthield aan de politiek van vrede met de Hyksos in de Nijldelta (Avaris). Deze dynastie was ontstaan als een plaatselijke Thebaanse tak van de oude autochtone 13e dynastie van Egypte en had in het zuiden de cultuur van het Middenrijk weten voort te zetten en er was regelmatig een levendige uitwisseling met het Hyksos-rijk verder stroomafwaarts. Hoewel het Thebaanse vorstendom wellicht nog wel als een vazal van de Hyksos gezien moet worden is het met de regering van Antef VII duidelijk belangrijker aan het worden.
Een aantal literaire stukken die later grote bekendheid zouden krijgen stammen waarschijnlijk uit zijn tijd, zoals de Gezangen voor de Harpist.
Antef VII werd opgevolgd door Ta'a I (Senachtenre).